# بوکوو (استان اوپوله)
بوکوو (به لهستانی: Buków) یک منطقهٔ مسکونی در لهستان است که در گمینا اوتموخوو واقع شده‌است. بوکوو ۴۹۰ نفر جمعیت دارد و ۲۱۰ متر بالاتر از سطح دریا واقع شده‌است.